# 鄭滁孫
郑滁孙，字景欧，元朝处州（今浙江丽水市）人。
南宋景定年间，登进士第，担任知温州乐清县，历任宗正丞、礼部郎官。至元三十年（1293年），有人将郑滁孙推荐，忽必烈召见，授为集贤直学士。升任侍讲学士，又升学士。请求致仕，返回田里。郑滁孙和弟弟兄弟鄭陶孫在当时，号称学识广博，儒学之士一致推重他。隆福宫太后答己以其兄弟为前朝之士，于是制衣亲赐，人们认是非常的恩宠。郑滁孙著有《大易法象通赞》、《周易记玩》等书。